# Escots
Escots är en kommun i departementet Hautes-Pyrénées i regionen Occitanien i sydvästra Frankrike. Kommunen ligger i kantonen Lannemezan som tillhör arrondissementet Bagnères-de-Bigorre. År 2022 hade Escots 44 invånare.

## Befolkningsutveckling
Antalet invånare i kommunen Escots
| Referens: INSEE |